# Scopula supina
Scopula supina là một loài bướm đêm trong họ Geometridae.